# Peter Potamus
Peter Potamus est une série télévisée d'animation américaine de Hanna-Barbera diffusée à la télévision le 16 septembre 1964 en Syndication. 
Les personnages principaux sont un amical hippopotame violet appelé « Peter Potamus », et son ami « So-So » le singe. Ensemble, ils explorent le monde dans une montgolfière à voyager dans le temps. Peter a une spéciale Hippo Holler Hurricane (« l'ouragan hippopotame crier ») qui lui permet de repousser ses ennemis.
Au Québec, la série a été connue sous le nom de Pierre Popotame.